# Agetocera nigripennis
Agetocera nigripennis is een keversoort uit de familie van de bladkevers (Chrysomelidae). De wetenschappelijke naam van de soort werd in 1927 gepubliceerd door Victor Laboissiere.